# Леопольдина Бразильская
Леопольди́на Тере́за Франси́ска Кароли́на Микаэ́ла Габриэ́ла Рафаэ́ла Гонза́га де Брага́нса и Бурбо́н (порт. Leopoldina Teresa Francisca Carolina Micaela Gabriela Rafaela Gonzaga de Bragança e Bourbon; 13 июля 1847, Кинта-да-Боа-Виста, Рио-де-Жанейро, Бразильская империя — 7 февраля 1871, Кобургский дворец, Вена, Австро-Венгрия) — принцесса Бразильская, член императорского дома Браганса, младшая дочь императора Педру II и Терезы Кристины Бурбон-Сицилийской; супруга немецкого принца Людвига Августа Саксен-Кобург-Готского.

## Биография

### Молодость

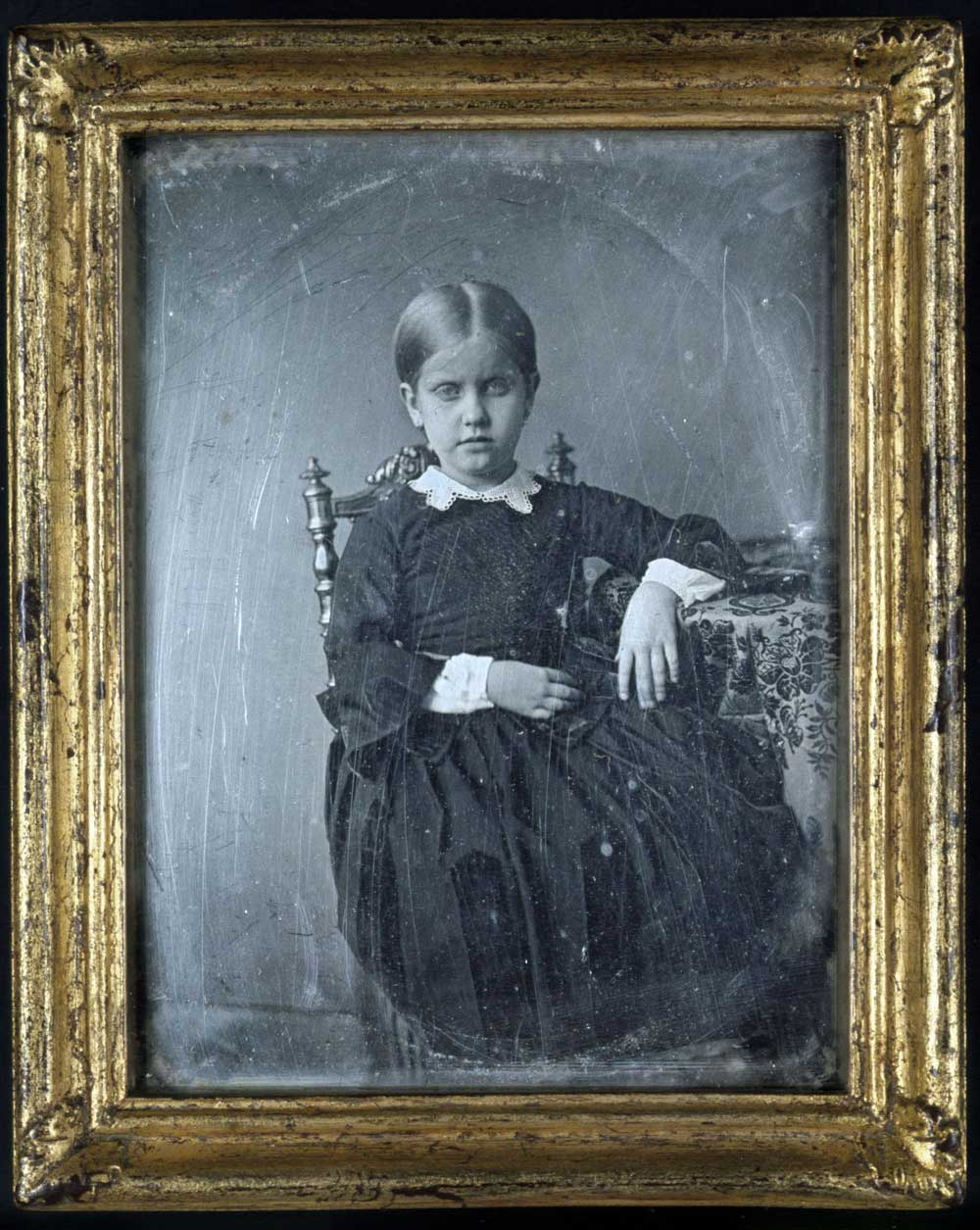
Леопольдина в 1853 году

Принцесса Леопольдина родилась в 6:43 утра 13 июля 1847 года в императорском дворце Кинта-да-Боа-Виста, Рио-де-Жанейро, Бразильская империя. Новорожденная была второй дочерью и третьим ребёнком в семье императора Бразилии Педру II, и его супруги, сицилийской принцессы Терезы Кристины. По отцу она внучка Педру I, императора Бразилии и короля Португалии, и его первой жены Марии Леопольдины Австрийской, в честь которой принцесса получила своё имя. По матери внучка короля Обеих Сицилий Франциска I, и Марии Изабеллы Испанской. Принадлежала к дому Браганса, который правил Португалией несколько веков.
Крещение состоялось в часовне при императорском дворце, 7 сентября 1847 года под руководством епископа Мануэля до Монте Родригеса де Араухо. Восприемниками принцессы стали её дядя и тётя, Франсуа Орлеанский, принц де Жуанвиль, и Франсиска Бразильская.
После рождения двух дочерей императорская чета стала искать подходящую для них гувернантку. Наконец, они выбрали португальскую аристократку Луизу Маргариту де Баррос, графиню Барраль. Её рекомендовала принцесса Франсиска де Жуанвиль, которая была её близкой подругой. Луиза Маргарита приступила к своим обязанностям в сентябре 1855 года наряду с несколькими придворными учителями. Образование молодых принцесс включало в себя сложный и строгий учебный план, постоянно контролируемый императором. Леопольдина и её старшая сестра Изабелла учились шесть дней в неделю с 7:00 до 21:00. Отдыхали они по воскресеньям и на праздники. Список их дисциплин включал следующие предметы: португальский язык и литература, французский, английский, итальянский, немецкий, латинский, греческий языки, алгебра, геометрия, химия, физика, ботаника, история, космография, рисунок и живопись, уроки фортепиано, философия, география, экономика, риторика, зоология, минералогия и геология.

### Брак
Когда принцессы выросли, император стал подыскивать им подходящих супругов среди представителей королевских домов Европы. Он попросил свою сестру Франсиску подыскать подходящие партии для сестёр. В своём выступление в мае 1864 года император объявил о предстоящих браках своих дочерей, однако не сказал имён женихов. Педру II отклонил двух претендентов, принца Пьера, герцога Пантьевра и принца Филиппа Бельгийского, графа Фландрии, выбрав вместо них принца Людвига Августа Саксен-Кобург-Готского и принца Гастона Орлеанского. Оба молодых человека были двоюродными братьями и внуками свергнутого короля Франции Луи Филиппа I.

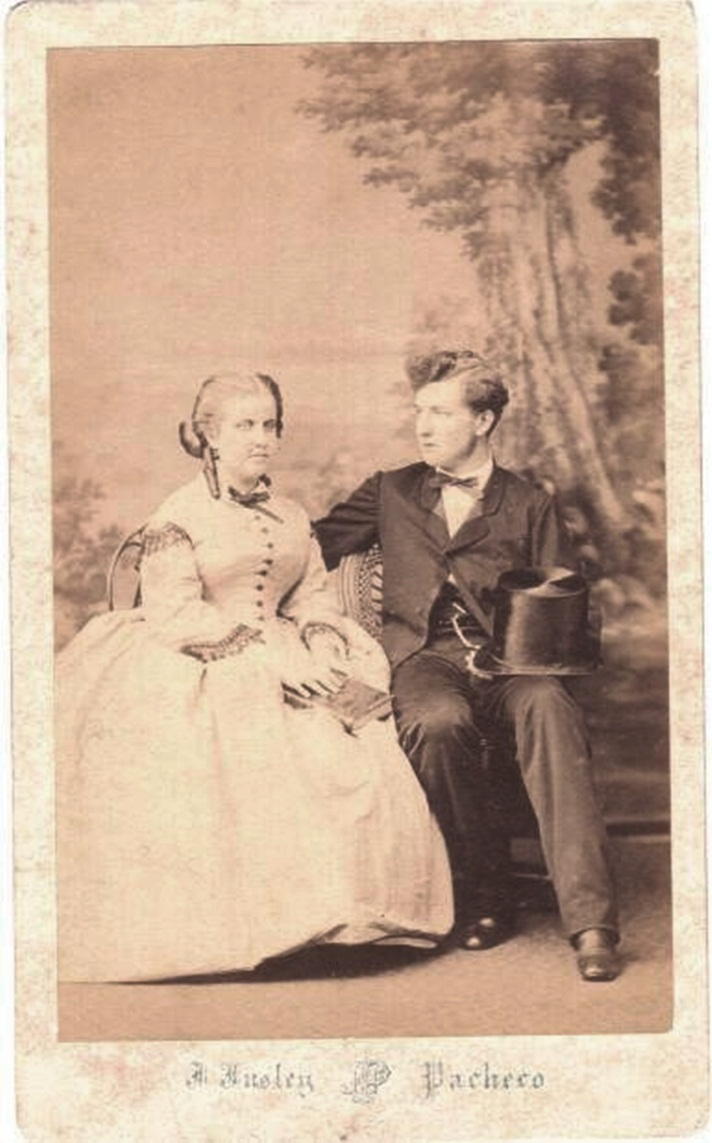
Леопольдина вместе с принцем Людвигом Августом в 1866 году

Сначала было оговорено, что принц Гастон должен был стать мужем младшей дочери Леопольдины, а Людвиг Август жениться на принцессе Изабелле. Но император решил, что его дочери вправе сами решать за кого выходить замуж. 2 сентября 1864 года принцы прибыли в Рио-де-Жанейро. Принцесса Изабелла писала: «По воле отца принцы приехали сюда, чтобы жениться на нас. Мы предполагали, что Гастон женится на Леопольдине, а я выйду замуж за Людвига Августа, но Бог и наши сердца сами сделали выбор и 15 октября я имела огромную радость выйти замуж за Гастона».
Союз Леопольдины и Людвига Августа был закреплён в договоре, заключённом между императором Педру II и герцогом Эрнстом II Саксен-Кобург-Готским. В соответствии с ним Леопольдина и её дети находились в линии наследования бразильского престола вслед за старшей сестрой Изабеллой и её возможными будущими наследниками. Супруги обязаны были проживать по полгода в Бразилии, а их дети должны родится на территории империи. 15 декабря 1864 года состоялась их свадьба. Пара получила в приданое 300 000 реалов, у них была своя резиденция в Рио-де-Жанейро и земельные участки, которые позже они передали своим четырём сыновьям. Новым домом в Бразилии для супругов стал приобретённый в июне 1865 года дворец рядом с императорской резиденцией, который получил название в честь Леопольдины.
Первая беременность принцессы закончилась выкидышем. Через девять месяцев после него, 19 марта 1866 года она родила своего первого сына принца Педро Августа, любимого внука императора. С этого времени супруги проживали между Бразилией и Европой. На родину принцесса возвращалась, когда подходило время для рождения ребёнка. Следующие сыновья, Август Леопольд и Жозе Фернандо, родились в Бразилии. Последний сын, Людвиг Гастон, родился во дворце Эбенталь в Австрии.

### Смерть
В начале 1871 года Леопольдина постоянно болела. У неё начались проблемы с желудком и кишечником, вызвавшие лихорадку. Врачи диагностировали у неё брюшной тиф. Болезнь быстро прогрессировала и вскоре у неё начались бред и судороги. Возле принцессы постоянно находись её сестра с супругом. Леопольдина умерла во второй половине дня 7 февраля 1871 года. Её свекровь, принцесса Клементина Орлеанская, писала Франсиске, принцессе де Жуанвиль о смерти своей невестки:

На всё воля Господа, моя дорогая Франсиска, но для нас это невосполнимая утрата и большое горе. Меня тревожит состояние моего дорогого Людвига Августа, он разбит горем, не ест, не спит…это страшное событие в нашей семье! Он так её любил! Они были так счастливы вместе! Но смерть разрушила их счастье в столь юном возрасте. Бедные дети! Я писала им в субботу, воскресенье и понедельник, но ответа не было, лишь тишина. Она [Леопольдина] не открывала глаза, но я слышала, что Изабелла шептала ей несколько слов на ухо и она узнала голос своей сестры, потому что ответила несколько слов на португальском языке. В понедельник врачи сказали, что ей стало лучше, и мы стали надеяться, что она поправится. Ночь была тихой, на утро во вторник начались проблемы с дыханием; в 10 утра врачи сказали, что нет никакой надежды на выздоровление…В 16 часов её дыхание стало еле слышным, а священник стал читал молитвы для умирающих; все мы стояли на коленях вокруг её постели; её дыхание остановилось в 18 часов. Она была ещё прекрасней с ангельским лицом. Сейчас она в гробу, одета в белую шёлковую одежду, покрытую белым подвенечным платьем. Она не поменялась, все такая же прекрасная. Вокруг гроба уложены цветы и венки, отправленные многими принцессами. Завтра состоится религиозная церемония, Гастон и Изабелла будут присутствовать на ней, оба они в полном отчаянии. Я обнимаю и молюсь за Вас. Ваша Клементина.
— 
В дань уважения принцессе император Австро-Венгрии Франц-Иосиф объявил официальный траур в стране на 30 дней. После торжественных похорон под руководством нунция Фальчинелли Антониаккии Мариано тело Леопольдины было перевезено в Кобург и захоронено в церкви Святого Августина. На похоронах присутствовали представители практически всех правящих домов Европы. До 1922 года в Вене каждый год проходила поминальная служба по принцессе.

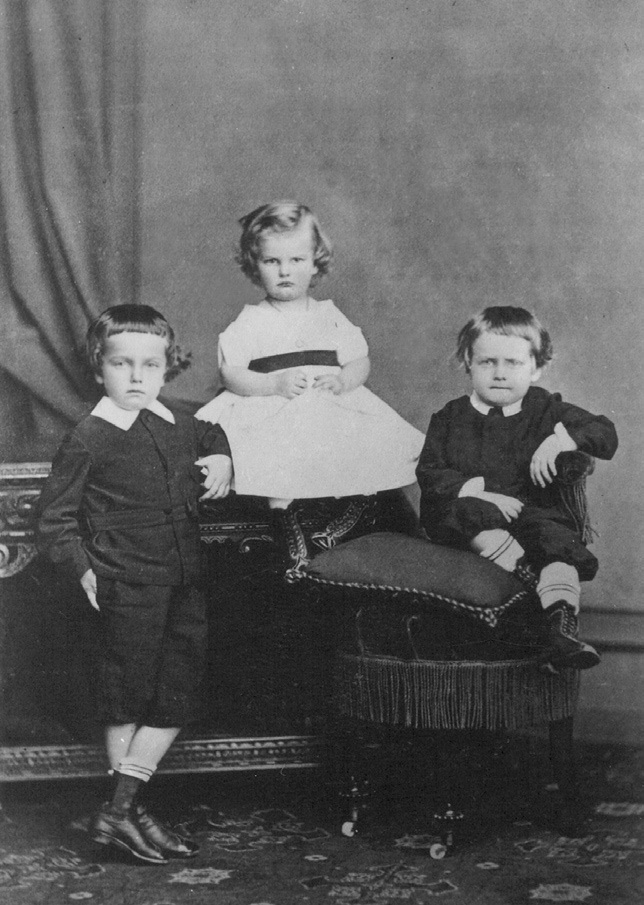
Сыновья Леопольдины, слева направо: Педро Август, Август Леопольд, Жозе Фернандо Саксен-Кобург-Готский

После её кончины четверо сыновей переехали в Бразилию, где воспитывались императором и императрицей. Оба старших сына получили от императора титул принцев Бразильских и занимали до рождения у принцессы Изабеллы детей 2 и 3 место в наследовании трона. Старший сын детей не имел, а третий умер в возрасте 19 лет. Двое других женились и основали ветвь императорского дома Саксен-Кобург-Браганса.

### Дети
От брака с принцем Людвигом Августом Саксен-Кобург-Готским, герцогом Саксонским родилось четверо сыновей:
- принц Пе́дро Авгу́ст Луи́с Мари́я Миге́ль Рафаэ́ль Гонза́га (19.03.1866—7.07.1934) — принц Бразильский и принц Саксен-Кобург-Готский, при рождении был третьим в линии наследования бразильского трона после тётки и матери, женат не был, детей не имел;
- принц Авгу́ст Леопо́льд Фили́пп Мари́я Миге́ль Габриэ́ль Рафаэ́ль Гонза́га (6.12.1867—11.10.1922) — принц Бразильский и принц Саксен-Кобург-Готский, путешественник; заключил брак с эрцгерцогиней Каролиной Марией Австрийской, принцессой Тосканской, дочерью Карла Сальватора Австрийского, и принцессы Марии Иммакулаты Бурбон-Сицилийской, имели восьмерых детей;
- принц Жозе́ Ферна́ндо Франси́ско Мари́я Миге́ль Габриэ́ль Рафаэ́ль Гонза́га[порт.] (21.05.1869—13.08.1888) — принц Саксен-Кобург-Готский, умер в юности, потомков не оставил;
- принц Лю́двиг Гасто́н Мари́я Клеме́нт Миге́ль Габриэ́ль Рафаэ́ль Гонза́га (15.09.1870—23.01.1942) — принц Саксен-Кобург-Готский, был женат первым браком на принцессе Матильде Баварской, дочери короля Баварии Людвига III, и Марии Терезии Австрийской, имел от брака дочь и сына; после её смерти заключил брак с графиней Анной Трауттмансдорф-Вайнсберг, имели одну дочь.

## Награды
- Бразильский орден Розы, большой крест[25]
- Австрийский Благороднейший орден Звёздного креста[25]
- Испанский орден Королевы Марии Луизы[25]
- Мексиканский орден Святого Карла, большой крест
- Португальский орден Святой Изабеллы[25]